# 刘晓江
刘晓江（1949年12月—），江西吉安人，出生于陕西西安，中国人民解放军将领，海军上将军衔。1970年冬参加中国人民解放军，曾任中国人民解放军海军政治委员，已退役。其父为原陕西省人大常委会副主任、“独腿将军”刘海滨，其妻为原中共中央总书记胡耀邦之女李恒。中国共产党第十八届中央委员会委员。

## 生平
刘晓江的父亲刘海滨是江西吉安人，故刘晓江籍贯为江西吉安。其父早年参加中央红军，长征到达陕北后参加西征，负伤截肢后一直留在陕北工作。刘晓江1949年12月出生于西安。
1965年年底，刘晓江随父母回江西吉安老家探亲，巧遇了时任共青团中央书记处第一书记胡耀邦的女儿李恒。李恒不幸跟同伴失去了联系，刘晓江即主动护送她回北京，从此与其结识。
文革期间刘晓江下乡去插队，1970年冬季征兵入伍，加入中国人民解放军铁道兵。1972年4月作为工农兵学员推荐进入黑龙江大学学习，1975年1月毕业。后升任排长、铁道兵师政治部宣传科干事。期间，在文革期间与李恒结婚。
1978年11月刘晓江调至总参谋部通信部司令部办公室做秘书，1980年9月调至时任副总参谋长的刘华清身边，给刘华清做秘书。
1983年7月，第一次调入海军，任海军司令部办公室第一秘书处副处长。1984年9月起任总政治部干部部计划调配处副处长、第一任免处处长、计划调配处处长。1988年9月被授予大校军衔。
1990年7月，刘晓江任解放军总政治部文化部文艺处处长、副部长，1992年8月任解放军总政治部直属工作部副政治委员，1992年12月任解放军总政治部文化部副部长、部长。
1998年，厦门远华特大走私案事发，同年8月，刘晓江被第二次调入海军，任海军政治部副主任，改为海军少将，专门负责调查该案在海军内部的牵连人员。因调查有功，2001年7月升任海军副政治委员兼纪律检查委员会书记、海军党委常委，2002年又晋升海军中将。期间，2000年9月至2003年7月进入中央党校学习。2008年12月，接替退役的胡彦林出任海军政治委员、海军党委书记，成为中国人民解放军海军第十任政治委员。2011年6月，晋升为上将军衔。2014年初，曾有传闻刘晓江儿媳王源源卷入周永康案。2014年12月卸任海军政委，到龄退役。2015年2月28日被任命为第十二届全国人民代表大会外事委员会副主任委员。
2019年3月任中国桥牌协会主席。